# Jean-Claude Moineau
Pour les articles homonymes, voir Moineau (homonymie).
Jean-Claude Moineau est un théoricien de l'art. Il a enseigné la théorie de l'art à l'Université de Paris VIII et a été également conseiller auprès de la Biennale de Paris.  Il écrit sur l'art et la musique actuelle. 

## Biographie
Après des études de mathématiques et de musique, J.-C. Moineau développe, dans les années 1960, de nombreuses activités artistiques tournées notamment vers l’art conceptuel, la poésie visuelle, l’event, la performance, le mail art. 
Il est l’auteur de livres d’artiste et de productions sonores. Il réalise de nombreuses expositions, tant individuelles que collectives, et performances à Paris, en province et à l’étranger, et collabore à différentes revues françaises et internationales. Cofondateur de différents groupes et revues, il est également l'organisateur à Orléans du premier Festival Permanent. Puis, comme tant d’autres dans le contexte des années post-soixante-huit, J.-C. Moineau interrompt toute activité artistique. 
Mais, contrairement à beaucoup d’autres qui n’ont pas tardé à reprendre le chemin d’activités artistiques, J.-C. Moineau s’est toujours depuis refusé à reprendre, comme si de rien n’était, son activité antérieure. Ce qui ne l’a cependant pas empêché de continuer à avoir un regard à la fois prospectif et critique sur l’art en train de se faire et sur les apories dans lesquelles celui-ci se débattait. Activité volontairement en retrait tout en n'en relevant pas moins à sa façon d'une sorte d'« observation participante », en quoi la démarche de J.-C. Moineau est restée malgré tout « méta-artistique » au sens de ce qui traite (de façon critique) de l’art.
De 1969 à 2008, J.-C Moineau a enseigné, par delà tous les découpages en disciplines, l'art et la théorie de l’art à l’Université de Paris 8. Il a été membre de différents comités scientifiques, a participé à de nombreux colloques, tables rondes et émissions de radio (notamment avec Jean-Louis Costes), a assuré le commissariat de différentes expositions tout en cherchant à introduire la critique au sein même de différentes expositions, et a été conseiller de la XVe Biennale de Paris (2006-2008).

## Choix de publications
- « Crise de la modernité ou modernité de la crise ? », Point à la ligne, Espace d'échanges d'art essentiel no 3-4, Paris, avril-juin 1986.
- « La Photographie à la recherche d'elle-même, de ses limites et du franchissement de ses limites », TRANS-POSITIF NÉGATIF, D'une exposition à l'autre, Bords débords rebordements, Paris, Espace photographique de Paris, 1986.
- « Une histoire de bords », TRANS-POSITIF NÉGATIF, ibid.
- « D'une exposition à l'autre et au-delà », TRANS-POSITIF NÉGATIF, ibid.
- « Quatre minutes trente trois entre présence et absence », Notes, Le Magazine des autres musiques no 35, juin 1990.
- « N'en faites rien », Notes, Le Magazine des autres musiques no 37, mars 1991.
- « Nouvelles excursions pittoresques », Alain FAURE, Archéologie du visible, Nemours, Château-musée municipal, 1992.
- « Paysage avec photocopieur », James DURAND, Bubble Art, Paris, Canon Center, 1992.
- « La Musique s’écoute-t-elle encore ? », Musiques d’aujourd’hui, Actualité en 26 propos, Conseil général de la Creuse, 1993.
- « Les Ravissements d'Hélène », Gaëtan VIARIS de LESEGNO, Anamorphose d'un regard, Caen, Musée des Beaux-Arts, 1993.
- « Discussion » avec Fabrice Hybert et Thierry MOUILLÉ, L'Armateur no 11, 1994.
- « Who’s Afraid of Video ? », Giallu, Revue d’art et de sciences humaines no 5, Ajaccio, 1995.
- « Changement de paradigme », Alain FAURE, …Cette place dans le temps, Saint-Cyr-sur-Morin, Musée des pays de Seine-et-Marne, 1995.
- « Trop Much », Deuxième mois « off » de la photographie à Paris, Paris, 1996.
- « Paragraphs on Contextual Art », Présente no 1, Paris, 1997.
- « After Art After Philosophy », (Easy) Viewing, St. Denis, Musée d’art et d’histoire, 1997.
- « Habiter le cyberspace ? », Episodic no 4-5, Paris, 1998.
- « Le Récit de l’art », in Le Récit et les arts, Paris, L’Harmattan, 1998.
- L’Art dans l’indifférence de l’art, Paris, PPT, 2001.
- « Au-delà de la valeur d’exposition », Avis de passage, Saint-Brieuc, ODDC Côtes d’Armor, 2001.
- « Trop Much », Deuxième mois « off » de la photographie à Paris, Paris, 1996.
- « Pour cause d'inventaire », Inventaire 01, Saint-Ouen, 2001.
- « Ca va ça vient », Alain BERNARDINI, 1995/2002, Brétigny-sur-Orge, Espace Jules Verne, 2002.
- « Sérieux pas sérieux », Dedicate no 3, Autour du sourire, Paris, 2003.
- « Fluxus : une critique artiste de l’art », Luvah hors série no 29, Besançon, Luvah / Dijon, Presses du réel, 2004.
- « De la photographie comme opérateur critique à la photographie comme opérateur d’art », Ligeia, Dossiers sur l’art no 49-50-51-52, Paris, 2004.
- « Qu’est-ce que l’art a à faire des images ? », Art grandeur nature 2004, Saint-Ouen, Synesthésie 2004.
- « Le Concert des nations à l’ère de la globalisation », La Toison d’or, Laboratoire artistique flottant, Girold, Apollonia, 2004.
- « Une théâtralité post-théâtrale », Michel CORVIN & Franck ANCEL, ed. Autour de Jacques Polieri. Scénographie et technologie, Paris, Bibliothèque nationale de France, 2004.
- « Fluxus, un en-jeu géopolitique », 20/21 siècles, Cahiers du Centre Pierre Francastel no 2, Fluxus en France, 2005.
- « Pour une nouvelle économie de l’art », Guy CHEVALIER, Économies silencieuses et audaces approximatives, Paris, PPT, 2005.
- « Polyrythmie », Urban Rhythms Human Rhythms, Pékin, Beijing Film Academy/ Saint-Denis, Université de Paris 8, 2005.
- Contre l’art global, Pour un art sans identité, Paris, è®e, 2007.
- « Logiques du sans », entretien avec Cédric Schönwald, Art 21 no 11, Paris, 2007.
- « Envoi », Jean-Noël László, Correspondances, Vulaines-sur-Seine, Musée départemental Stéphane Mallarmé, 2008.
- « Chen Xiao, Cocoons », The Alchemy of Shadows, Third Lianzhou International Photo Festival, Guangzhou, China, 2008.
- Participation à ULTRALAB & Jérôme de MISSOLZ, 1999, Psychopathologie de la vie quotidienne dans le monde des arts (ou l'affaire des cartons piégés), Paris, Burozoïque, 2009.
- « Incidents in a Library », Slavica PERKOVIC, Library of J.C.M, Paris, 2010.
- « Terrains autochtones », entretien avec Léo GUY-DENARCY, revue-2-0-1.net, mai 2010.
- Retour du futur, L'Art à contre-courant, Paris, è®e/Art 21, 2010.
- « Au-delà du spectacle: le divertissement? », Art 21 no 28, automne 2010 (version abrégée, version complète sur le site d'Art 21).
- « Tohu-bohu », entretien avec Sophie LAPALU, International Curatorial Group, What is Curating, Grenoble, École du Magasin, Session 19, 2010.
- « À propos de sa bibliothèque », entretiens avec Cristina BOGDAN & Pierre VIALLE, Documenter un amatorat, 2010.
- Entretien avec Nicolas GIMBERT, Nicolas GIMBERT, No Pasarán, Visions de la politique et de l'activisme dans l'art contemporain à partir de 2001 en France et ailleurs, Lille, Développons, 2011.
- « Comment apprendre aux images à parler ? », "Elsa MAZEAU, La Langue géographique", édition Lienart, 2010.
- « Dans la bibliothèque », entretien avec Caroline KEPPI, Cahiers / chroniques no 20, Révérences, Stratégies du retrait comme geste artistique, Strasbourg, Université, 2e semestre 2011.
- Corédacteur, avec Jean-Baptiste FARKAS, du blog http://j-c-moineau-j-b-farkas-entretien.blogspot.com.
- « Costes hérétique, érotique erratique » entretien avec Léo GUY-DENARCY in L'Art brutal de Jean-Louis Costes, Paris, exposition radicale, 2012.

### Articles de l'auteur en ligne
- L'Artiste et ses « modèles »
- « N'en faites rien »
- « Quatre minutes trente trois entre présence et absence »
- « L'art à l'ère de la globalisation », 2005.
- "Terrains autochtones", 2010. Entretien avec Léo Guy-Denarcy. Dossier Local-Global. Revue 2.0.1
- Divers textes sur le site Contre-conférence

### Conférences de l'auteur en ligne
- « L’Art à contre-courant »

### Blog
- "Jean-Claude Moineau / Jean-Baptiste Farkas : Entretien"